# Veliki Blek
Veliki Blek je stripovski junak, borec za neodvisnost Amerike, ki se pojavlja v istoimenskem stripu, delu skupine avtorjev pod psevdonimom EsseGesse, v katerm so bili striparji Giovanni Sinchetto, Dario Guzzon in Pietro Sartoris. V originalu je strip izdajala založniška hiša Dardo, prvič pa je izšel 3. oktobra 1954.
V originalu se strip imenuje Il Grande Blek, v Sloveniji je postal uspešen in se največ pojavljal v času SFRJ, ko je bil na tržišču Lunov Magnus Strip v srbskem jeziku, z naslovom Blek Stena. Sicer se je v slovenščini prvič pojavil 1. julija 1957 v Primorskem dnevniku pod imenom Silni Tom, v devetdesetih letih 20. stoletja pa je strip v slovenščini pod imenom Veliki Blek izdajala založba Bucik, ki je izdala 41 številk.

## Podatki o glavnem junaku
Veliki Blek je visok svetlolas mišičast lovec na živali, ki živi v času ameriške vojne za neodvisnost. Ne glede na letni čas je oblečen v krznen brezrokavnik iz medvedje kože, vojaške oprijete hlače ter usnjene resaste škornje. Na glavi ima kučmo iz bobrovega krzna. Njegova spremljevalca sta deček Rody Lassiter in profesor Cornelius Occultis. Njihovi glavni sovražniki so angleški vojaki, ki jih običajno imenujejo rdečesrajčniki. 
Blek je po narodnosti Francoz, rojen v mestu Saint-Malo v Bretanji, njegovo pravo ime pa je Yannick Leroc. Rojen je bil 27. novembra 1749 kraljevskemu kartografu Diodatu Lerocu in materi Mariji. Ker je bil Yannick v mladosti pogosto v težavah, ga je oče poslal na delo na ribiško ladjo kapitana Kernana. Med viharjem se je ladja potopila, Yannick pa je rešil sebe in kapitana. Po nekem pretepu v krčmi je bil obsojen na 6 mesecev zapora, kazen pa so mu nato zaradi neposlušnosti večkrat podaljšali. Tako je v bil v zaporu do 18. leta, ko mu je uspelo pobegniti iz zapora, a si je s tem prislužil smrtno kazen. Kasneje se je pridružil francoskim piratom, po brodolomu pa je uspel priti do Labradorja, kjer se je pridružil plemenu Eskimov. Pri odhodu je od plemena dobil v dar ženo, s katero sta odpotovala na jug. Tam so ju zajeli indijanci, ki so ga kasneje sprejeli medse kot enakopravnega člana plemena. Poimenovali so ga Blek, kar je v njihovem jeziku pomenilo Zlati lasje. Ko so angleški vojaki napadli indijansko naselbino in pobili veliko indijancev je Blek postal njihov poglavar. Zbral je vojsko in napadel ter opustošil angleško trdnjavo v bližini. Tam je našel ženo in hči odvetnika Conollyja, vodje uporne skupine traperjev, ki so se borili proti angleški vojski in oblasti nad severno Ameriko. Blek je takrat zapustil pleme in se odpravil k traperjem, da bi Connolyju vrnil ženo in hči. Postal je njihov poveljnik pod imenom Blek Gora.